# Klein-Delfgauw
Klein-Delfgauw est un hameau situé dans la commune néerlandaise de Delft, dans la province de la Hollande-Méridionale.